# 刘小权
刘小权（1976年9月—），女，广东省遂溪县人，汉族，中国共产党党员，广东省遂溪县河头镇吾良村村委会妇女主任，第十二届全国人民代表大会、第十三届全国人民代表大会广东地区代表。
刘小权在华南师范大学教育学专业毕业后，回乡担任小学代课教师，给多个年级的学生教授语文、数学、音乐等科目。2000年，她当上了遂溪县河头镇吾良村村委会妇女主任，不再教书。除去担任妇女主任，她还承担出纳工作。她的调研工作很多，一年有半年在外，家里承包了田地，农务家务均由丈夫承担。
2013年、2018年两度当选全国人大代表。担任全国人大代表之前，她曾当过多年的乡镇人大代表。